# Индоиранцы
Индоиранцы, индо-иранские народы, арии — народы, разговаривающие на индо-иранских языках (индо-арийских, нуристанских, и иранских) индоевропейской языковой семьи.
Исторически для индоиранцев использовался термин «арии», по самоназванию в ряде языков. В настоящее время используются оба термина — «индоиранцы» и «арии».

## Происхождение

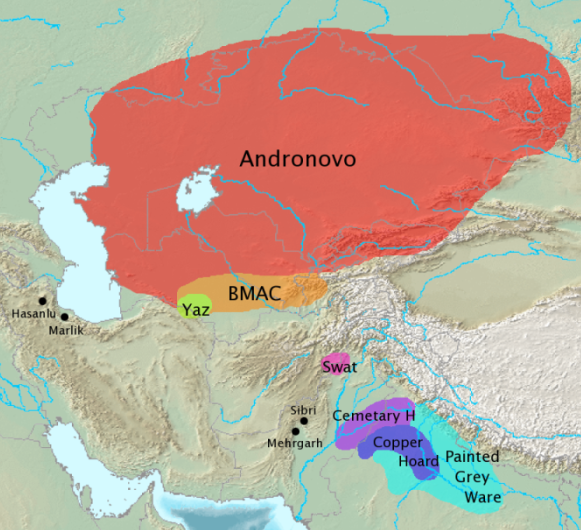
Археологические культуры, связанные с миграциями индоиранских народов. Андроновская культура выделена красным цветом, маргианская — оранжевым, язская — зеленоватым, гандхарская (Swat) — малиновым, культура кладбища H — фиолетовым, культура охряной расписной керамики (Copper Hoard) — тёмно-синим, культура серой расписной керамики выделена светло-голубым цветом.

Изучение древних индоиранских языков и архаичных индоиранских культур (авестийской и ведийской) свидетельствуют, что древние индоиранцы изначально были единым народом. При этом разделение двух основных индоиранских ветвей (индоарийской и иранской) датируется началом II тыс. до н. э. Таким образом, существование праиндоиранцев как предков всех индоарийских и иранских народов, с одной стороны и одной из ветвей, выделившейся из праиндоевропейской общности — с другой, можно определить в хронологических рамках III—II тысячелетий до н. э.
Определение индоиранской прародины, под которой обычно понимают область распада индоиранской общности на первичные ветви, предполагает соотнесение первых сведений об исторических индоиранцах с данными лингвистики и археологии. Отсутствие прямых свидетельств существования праиндоиранцев в тех или иных регионах и неоднозначность косвенных вынуждает исследователей строить противоречивые теории доисторических миграций индоиранцев и их этногенеза.
Общая картина появления индоиранцев на историческом горизонте: Митанни (~1600 г. до н. э.), Гандхара-Пенджаб (~1700-1500 гг. до н. э.), мидийцы и древние персы (~900 г. до н. э.), скифы и киммерийцы (~600 г. до н. э.), — указывает на среднеазиатский регион как исходный для индоиранских миграций. С ранними индоиранцами и их миграциями обычно связывают Андроновскую культуру, Бактриано-Маргианский археологический комплекс (БМАК) и Язскую культуру. Обширная Андроновская культура соотносится с преимущественно скотоводческими традициями индоиранцев, с коневодством и колесницами. Тем не менее, проследить влияние степной культуры, затрагивающее оседлую культуру юга Средней Азии (БМАК), в Индии и Западном Иране не удаётся, в сроки, соотносимые с индоиранскими миграциями в эти регионы, здесь наблюдается, наоборот, влияние БМАКа. Для разрешения этого противоречия предлагается модель Kulturkugel (нем. «культурная пуля»). Предполагается проникновение протоиндоиранских племён с севера из ареала Андроновской культуры на территорию БМАКа, где покорённое ими доиндоиранское население было ассимилировано и в дальнейшем начало экспансию на юго-восток в Индию и юго-запад — в Митанни (индоарии и митаннийские арии). Вторая волна экспансии связана с распространением иранцев в Западный Иран, Северное Причерноморье и др.
Сохранявшиеся в южносреднеазиатском регионе иранские языки демонстрируют отсутствие специфического субстрата, в отличие от иранских языков Западного Ирана и индоарийских языков Индии. Вычленяемый во всех индоиранских языках общий субстрат предположительно соотносится именно с доарийской культурой БМАКа. Кроме того, наблюдается перенос некоторых географических названий из южносреднеазиатского региона в Индию (ср. авест. Harōiuua-, др. перс. Haraiva- «Арея» ~ др. инд. Saráyu-; авест. Haraxᵛaitī-, др. перс. Harauvati- «Арахозия» ~ др.инд. Sárasvatī-.

## Язык
Языки старейшей из самхит Ригведы и древнейшей части Авесты Гат — древнейших из зафиксированных представителей соответственно индоарийской и иранской ветвей (2-я пол. II тыс. до н. э.) — демонстрируют значительную близость не только на уровне фонологии, морфологии и лексики, но и на уровне устойчивой поэтической фразеологии. Ср. например, ведийск. uttānáhastanámasā (РВ 6.16.46) и авест. nəmaŋhāustānazasta- (Y. 28.1) «с руками, протянутыми в поклонении» или hrdāˊ mánasā (РВ1.61.2) и авест. zərədāčā manaŋhāčā (Y. 31.12) «сердцем и умом». Данная близость указывает на существование единого арийского праязыка и общих для предков ариев поэтических традиций. При этом время разделения индийской и иранской ветви можно определить как начало II тыс. до н. э. (2000—1800 гг. до н. э.).
Не имеющие памятников древнейшей эпохи дардские языки традиционно рассматривались как особая подветвь индоарийских, однако современные исследования показывают, что выделение предка дардских происходило в эпоху, соотносимую с разделением праиндоарийским и праиранского, дардские по некоторым параметрам занимают промежуточное положением между индоарийскими и иранскими. Поэтому дардские языки скорее следует рассматривать как отдельную ветвь индоиранских.
С точки зрения относительной хронологии выделение предка нуристанских языков следует отнести к бо́льшей древности, чем распад собственно индоиранских языков (индоарийского, дардского и иранского). Таким образом выделение архаичных нуристанских языков может считаться наиболее ранней филиацией праарийского языка.

## Культура и религия
Материальная и духовная культура древних ариев (индоиранцев) восстанавливается на основании свидетельств древнейших литературных памятников индоариев (Веды) и иранцев, таджиков (Авеста), а также исторических свидетельств о древних индоиранских народах, археологических данных, данных поздних эпических сказаний (Махабхарата, Рамаяна, Шах-наме) и этнографических исследованиях современных архаичных индоиранских народов.

### Духовная культура
Праиндоиранская религия реконструируется на основе сохранившихся данных ведийской религии (индоарии) и зороастризма (иранские народы), основными источниками для её реконструкции являются Ригведа и Авеста. Соответствие индийских Адитьев (веды) семи иранским верховным духам Амешаспентам (Амшаспандам), например главы Адитьев, Варуна иранскому Ахурамазду; спутника Варуны — Митры (др.-инд. Mitra-, авест. Miθra-) — иранскому солнечному богу Мифре; отвлеченные имена амешаспентов, олицетворяющих нравственно-религиозные понятия, представляют до некоторой степени параллель отвлеченным именам индийских Адитьев (Митра — дружественный, друг, Арьяман из Адитьев — лучший друг) — все эти признаки указывают на общий древний пласт индоарийских верований. В осетинском эпосе «Нарты» также сохранились сюжеты и образы, имеющие прямые соответствия в древней литературе Индии и Ирана. Шведский учёный С. Викандер доказал, что общие черты индийского эпоса Махабхарата и персидского Шахнаме восходят к единому индоиранскому эпическому наследию.. В конце XIX века существовала неподтверждённая гипотеза, что индоиранские представления о семи верховных богах сложились под влиянием вавилоно-ассирийского культа семи верховных божеств: солнца, луны и пяти планет.
Ведийское название богов дэва (др.-инд. deva-) и иранское название сверхъестественных существ дивы авест. daēuua-) происходит от индоевропейского корня *di̯u- «блистать», «сиять». Другим божественным эпитетом было асура *asura-др.-инд. asura- в ведизме и ахура авест. ahura- «господин», «владыка» в иранской религии. В ведийским гимнах ко многим богам применяется как эпитет «дэва» так и «асура». В исторических индоиранских религиозных системах наблюдается размежевание разных богов по этим двум группам, при этом одна из этих групп (асуры в индийской и дэвы, соответственно, в иранской ветвях индоиранской мифологии) постепенно демонизируется.
В ведийской религии известен близнечный миф о прародителе людей Вивасванте (брате Варуны и боге солнца, жившем некоторое время на земле как простой смертный) и его детях — близнецах Яма и Има (или Ями) (др.-инд. Yama-, авест. Yima-, смотри Яма и Джамшид). Этот вариант, имеющий и иранскую параллель, считают одним из древнейших в Ведах, он и отражает, видимо, индоиранский вариант близнечного мифа. Яма был первым умершим на земле, соответственно он первым открыл дверь загробного мира и стал богом смерти и теней усопших.
К древним индоиранским представлениям во многом восходит осетинская религиозная и эпическая традиция о пути души в загробный мир, на котором она преодолевает многие препятствия и о царстве мертвых. Подобные мифы видимо нашли отражение в изображениях схватки людей с грифами на скифских саркофагах.
В религии индоиранцев периода индоиранского единства и в ближайшую за ним эпоху очевидно имелись элементы шаманизма, причём ряд особенностей шаманских верований совпадает с таковыми у народов Сибири. Преданием эпохи индоиранской общности является миф о птице Гаруда (Саена, Симург).
Сохранившимися до нашего времени религиями, возникшими в том числе на индоиранской почве, являются индуизм, джайнизм, буддизм, религия калашей и кафиров Гиндукуша и зороастризм.